# فرقة الأصدقاء
فرقة غنائية مصرية أسسها الموسيقار عمار الشريعي عام 1980
أعضائها هم : حنان ومنى عبد الغني وعلاء عبد الخالق.
و من أشهر أغانيهم أغنية الحدود.
في عام 1986 تم حل الفرقة، ولكن في عام 2017 أجتمع الفريق مرة أخرى في حلقة لبرنامج صاحبة السعادة، وفي 2020 أعلنت منى عبد الغني عبر حسابها عن عودة الفريق وتنظيم حفل لهم.

## ألبومات الفرقة
- مطلوب موظف
- حنغني
- قول يا باسط
- خارج المنافسة
- الحدود

## أشهر أغاني الفرقة
- حبيبتى بتعلمنى أحب الحياة
- كتيبة الإعدام
- مع الايام
- الموضات
- الحدود
- الي كل طير مهاجر
- ح نغني
- مطلوب موظف
- مع الأيام
- الموضات
- نفسى أنا
- ح يجوزوني
- تحت العشرين
- حا أعيش
- نفسي أنا